# Tomas Aguon Camacho
Tomas Aguon Camacho (ur. 18 września 1933 w Chalan Kanoa, zm. 5 marca 2018 w Saipan) – północnomariański duchowny rzymskokatolicki, w latach 1985–2010 biskup diecezjalny Chalan Kanoa.

## Życiorys
Święcenia kapłańskie przyjął 14 czerwca 1961 roku. 8 listopada 1984 papież Jan Paweł II mianował go pierwszym ordynariuszem nowo powołanej diecezji Chalan Kanoa. Sakry udzielił mu 13 stycznia 1985 Felixberto Camacho Flores, ówczesny arcybiskup metropolita Hagåtña. We wrześniu 2008 osiągnął biskupi wiek emerytalny (75 lat) i przesłał do Watykanu swoją rezygnację, która została przyjęta z dniem 6 kwietnia 2010. Od tego czasu pozostawał biskupem seniorem diecezji.